# 阿爾施因格拉特山
46°44′09″N 9°45′08″E / 46.73572°N 9.75230°E

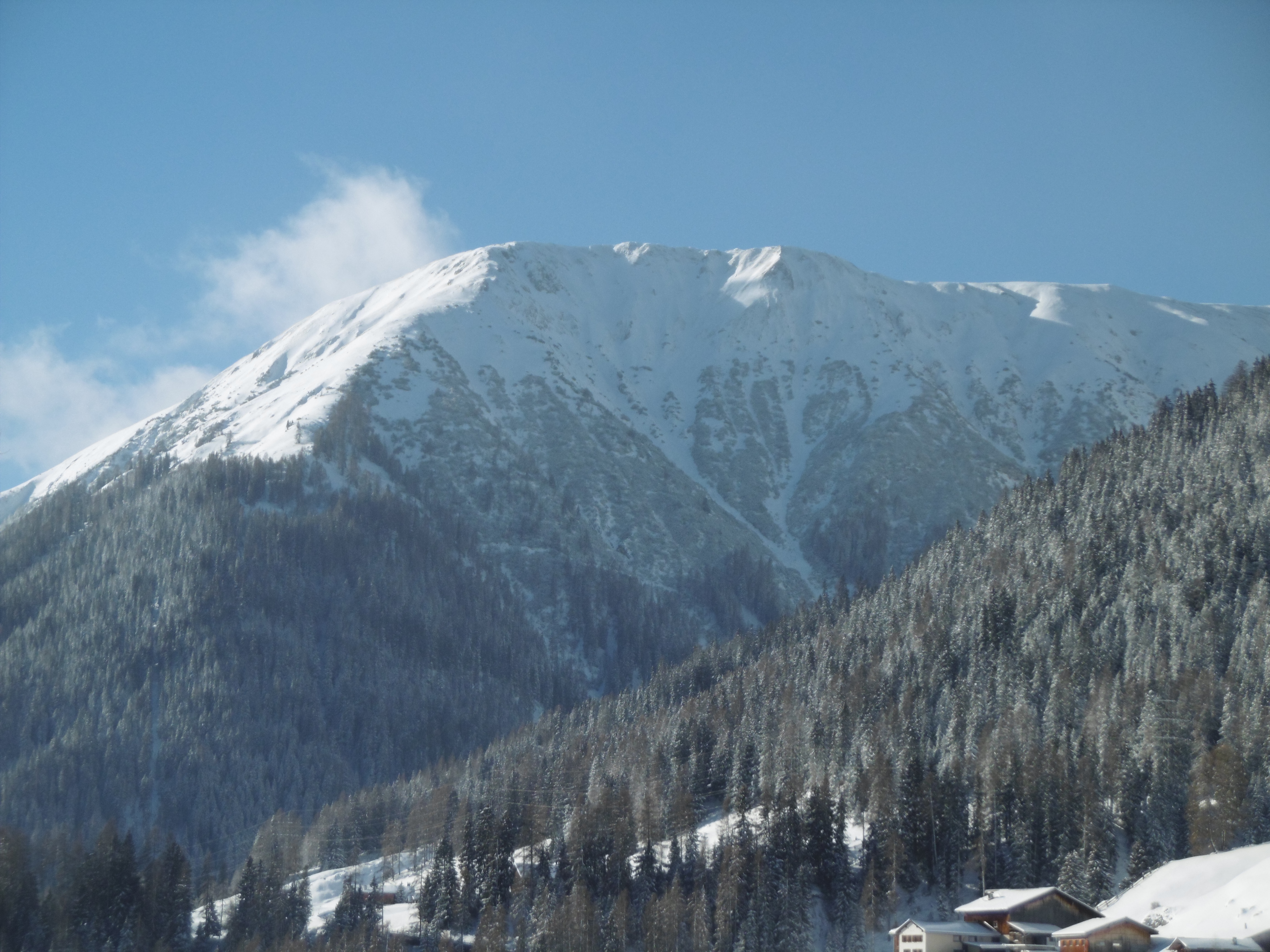

阿爾施因格拉特山（Alteingrat），是瑞士的山峰，位於該國東南部，由格勞賓登州負責管轄，屬於普萊蘇爾阿爾卑斯山脈的一部分，海拔高度2,377米，每年平均降雨量1,729毫米。